# الكامبتونيوريتس
الكامبتونيوريتس هي حشرة منقرضة كانت توجد في روسيا أثناء منتصف العصر البرمي.